# Веряцька сільська рада
| Веряцька сільська рада — колишній орган місцевого самоврядування у Виноградівському районі Закарпатської області з адміністративним центром у с. Веряця. Сільській раді були підпорядковані населені пункти: - с. Веряця - с. Горбки |

## Склад ради
Рада складалася з 16 депутатів та голови.

## Керівний склад сільської ради
| ПІБ                     | Основні відомості                                                                         | Дата обрання | Дата звільнення |
| ----------------------- | ----------------------------------------------------------------------------------------- | ------------ | --------------- |
| Шародій Іван Федорович  | Сільський голова, 1948 року народження, освіта, безпартійний                              | 26.03.2006   | 31.10.2010      |
| Староста Петро Іванович | Сільський голова, 1955 року народження, освіта середня загальна, член партії Єдиний Центр | 31.10.2010   |                 |

Примітка: таблиця складена за даними джерела

## Населення
За переписом населення України 2001 року в сільській раді мешкало 2639 осіб.

### Мова
Розподіл населення за рідною мовою за даними перепису 2001 року:
| Мова       | Відсоток |
| ---------- | -------- |
| українська | 98,64 %  |
| угорська   | 0,64 %   |
| російська  | 0,57 %   |
| білоруська | 0,08 %   |
| молдовська | 0,04 %   |